# زبان آتیک ماکو
زبان آتیک ماکو (انگلیسی: Atikamekw language)
این زبان توسط سخنورانش در استان کبک، کانادا بدان صحبت می‌شود. آتیک ماکو یک زبان از زیرشاخه زبان کری محسوب می‌شود.